# Guinea-Bisáu en los Juegos Olímpicos de Sídney 2000
Guinea-Bisáu estuvo representado en los Juegos Olímpicos de Sídney 2000 por tres deportistas, dos hombres y una mujer, que compitieron en dos deportes.
El portador de la bandera en la ceremonia de apertura fue el luchador Talata Embalo. El equipo olímpico no obtuvo ninguna medalla en estos Juegos.